# Alma Muriel
Alma Muriel del Sordo (Ciudad de México, 20 de octubre de 1951-Playa del Carmen, Quintana Roo, 5 de enero de 2014) fue una actriz mexicana.

## Carrera
Inició su carrera a los dieciséis años trabajando como modelo en  Telesistema Mexicano, hoy Televisa. Debutó en el cine a finales de la década de los 60's, realizando películas que llamaron la atención en ese tiempo —Confesiones de una adolescente y ¿Por qué nací mujer?—, y en las que demostró sus cualidades interpretativas. Luego trabajó en la televisión, como antagonista en la telenovela El extraño retorno de Diana Salazar (1988-1989) protagonizada por Lucía Méndez y en el teatro, con la puesta en escena de Falsa crónica de Juana la Loca.
Su primer esposo fue el empresario Sergio Romo, con el que tuvo un hijo. Posteriormente se unió sentimentalmente al actor Ricardo Cortés (padre de la cantante Lolita Cortés) y con él, Muriel procreó una hija llamada Lisa. También estuvo casada con el cantante José María Napoleón, pero perdieron un hijo previo a su nacimiento.

### Muerte
El 5 de enero de 2014, Muriel falleció en su casa de Playa del Carmen, Quintana Roo, a los 62 años de edad, a causa de un ataque al corazón.

## Filmografía

### Cine
- Zapatos viejos (1992) .... Miss Thorina
- Jefe de vigilancia (1992)
- Robachicos (1986)
- Policía judicial federal (1985)
- Territorio sin ley (1984)
- Vengador de asesinos (1984)
- Teatro Follies (1983)
- Luna de sangre (1982)
- Mar brava (1982)
- Retrato de una mujer casada (1982) .... Irene
- Barcelona sur (1981)
- D.F./Distrito Federal (1981)
- El Preso No. 9 (1981)
- ¡Que viva Tepito! (1980) .... Perla
- Semilla de muerte (1980)
- El tonto que hacía milagros (1980) .... Julia
- Burlesque (1980) .... Christian
- El secreto (1980)
- Amor libre (1978)....Julia
- Cuando tejen las arañas (1977)....Laura
- Lo mejor de Teresa (1976) .... Aurelia
- El valle de los miserables (1974) .... Marina Guzmán
- El Imponente (1972)
- Bikinis y rock (1972)
- Mecánica nacional (1971) .... Rosarito
- Más allá de la violencia (1971)
- Rosario (1971)
- Los corrompidos (1971)
- Las chicas malas del padre Méndez (1970) .... Novicia
- Misión cumplida (1970)
- Papá en onda (1970)
- Confesiones de una adolescente (1969)
- Lío de faldas (1969)
- ¿Por qué nací mujer? (1968) .... Luisa

### Televisión
- Fuego en la sangre (2008) .... Soledad
- Destilando amor (2007).... Agente de Ministerio Público
- Amar sin límites (2006-2007) .... Leonarda Galván
- La esposa virgen (2005) .... Mercedes
- Mariana de la noche (2003-2004) .... Isabel Montenegro
- El noveno mandamiento (2001) .... Clara Durán de Villanueva
- Nunca te olvidaré (1999) .... Consuelo del Valle Vda. de Uribe
- Desencuentro (1997-1998) .... Valentina Quintana de Rivera
- La culpa (1996) .... Andrea Lagarde
- Azul (1996) .... Elena Curi
- Si Dios me quita la vida (1995) .... Eva de Sánchez Amaro / Eva de Hernández
- Atrapada (1991-1992) .... Luisa
- Yo compro esa mujer (1990) .... Matilde Montes de Oca
- Las grandes aguas (1989) .... Lena de Rivas
- El extraño retorno de Diana Salazar (1988-1989) ... Dra. Irene Del Conde / Doña Lucrecia Treviño
- Cómo duele callar (1987) .... Aurelia
- Los años felices (1984-1985) .... Eva
- Principessa (1984) .... Fernanda (#2)
- Vivir enamorada (1982-1983) .... Estela
- Al rojo vivo (1980-1981) .... Liliana
- Cumbres Borrascosas (1979-1980) .... Cathy
- Yara (1979) .... Leticia
- Añoranza (1979)
- Marcha nupcial (1977-1978) .... Mary Lola
- Ven conmigo (1975-1976) .... Bárbara
- Pobre Clara (1975) .... Susana
- Ha llegado una intrusa (1974-1975) .... Nelly Carvajal
- Muñeca (1973-1974) .... Julita
- La señora joven (1972-1973) .... Luisa Padilla

### Teatro
- Para ti... Sor Juana (2009-2013)
- Falsa crónica de Juana la loca (2004), de Miguel Sabido
- Partición del mediodía (1994), de Paul Claudel
- El hogar de la serpiente (1992)
- Sola en la oscuridad (1988)
- Tartufo (1982)[3]
- Drácula (1978)
- Ocho mujeres (1974)
- Vaselina (1973)
- El juego que todos jugamos (1970)
- 40 kilates (1970)

## Premios y nominaciones

### Premios TVyNovelas
| Año  | Categoría     | Telenovela                          | Resultado |
| ---- | ------------- | ----------------------------------- | --------- |
| 2000 | Mejor villana | Nunca te olvidaré                   | Nominada  |
| 1991 | Mejor villana | Yo compro esa mujer                 | Nominada  |
| 1989 | Mejor villana | El extraño retorno de Diana Salazar | Nominada  |

### Premios ACE 2008
| Categoría               | Persona     | Resultado |
| ----------------------- | ----------- | --------- |
| Trayectoria profesional | Alma Muriel | Ganadora  |

### Premios ACPT
| Año  | Categoría                         | Resultado |
| ---- | --------------------------------- | --------- |
| 2010 | Revelación en Dirección de Escena | Ganadora  |